# 대한민국의 유소년 축구
대한민국의 유소년 축구에 개괄적인 문서이다.

## 주관 단체
- 한국유소년축구연맹

## 대회
- 전국 초중고 축구리그

## 같이 보기
- 대한민국의 대학 축구
- 대한민국의 고등학교 축구
- 대한민국의 중학교 축구